# Terence Higgins, Baron Higgins

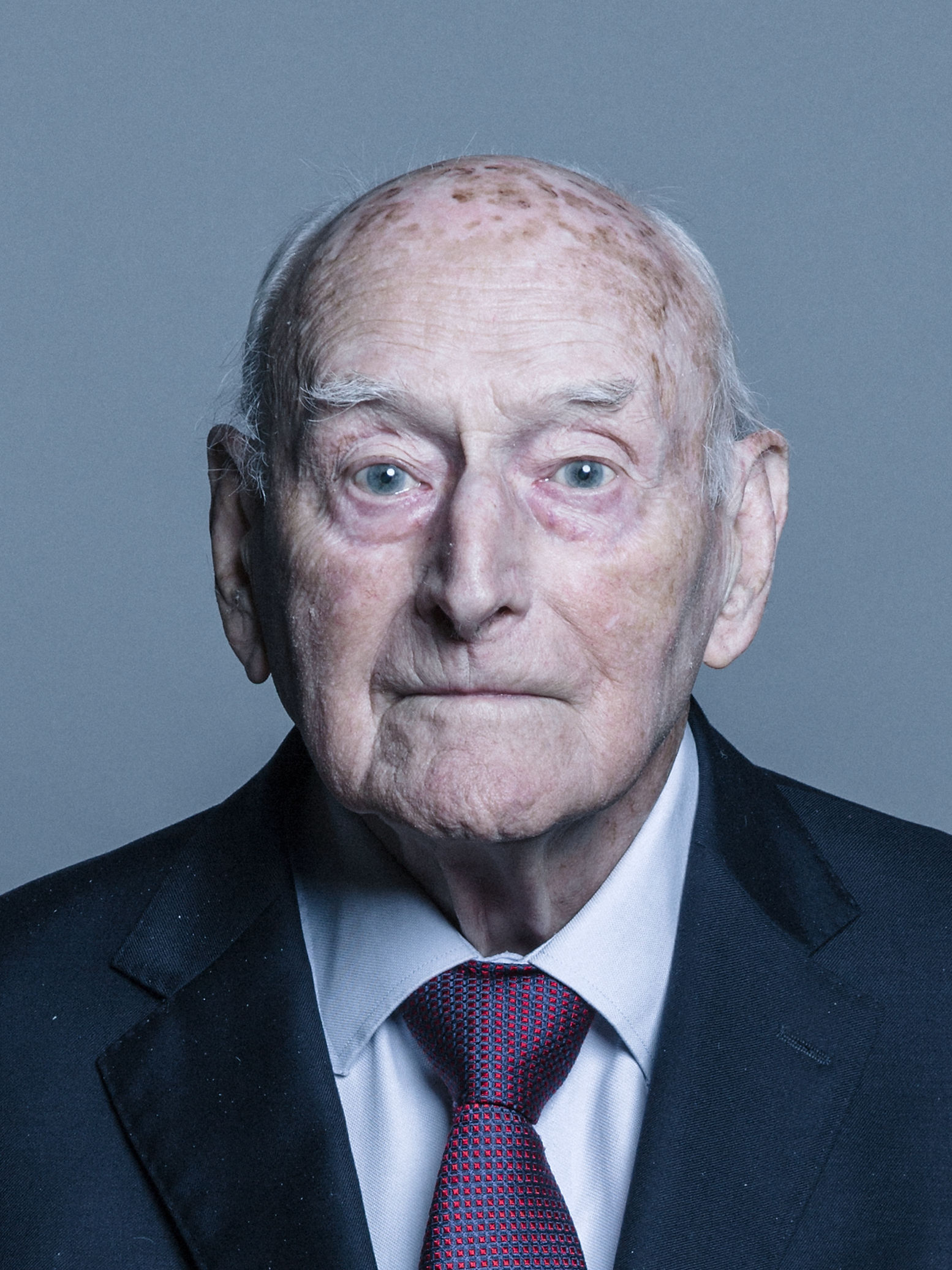
Terence Higgins, Baron Higgins

Terence Langley „Terry“ Higgins, Baron Higgins KBE DL PC (* 18. Januar 1928 in Lambeth, London) ist ein ehemaliger konservativer britischer Politiker. Er war außerdem als Leichtathlet Silbermedaillengewinner bei den Commonwealth Games und nahm an den Olympischen Sommerspielen 1952 in Helsinki teil.
Higgins war von 1964 bis 1979 Abgeordneter im Unterhaus für den Wahlkreis Worthing, und von 1972 bis 1974 Finanzstaatssekretär im Schatzamt.
Er diente von 1946 bis 1948 in der Royal Air Force und war Mitglied des britischen olympischen Teams 1952. Über die 400 Meter schied er im Viertelfinale aus, mit der 4-mal-400-Meter-Staffel erreichte er das Finale, wo die Briten Platz fünf belegten.
1993 wurde er als Knight Commander des Order of the British Empire geadelt. 1997 wurde er als Baron Higgins, of Worthing in the County of West Sussex, zum Life Peer erhoben und ist seither Mitglied des House of Lords.

## Familie
Seine Frau, Dame Rosalyn Higgins, ist ehemalige Präsidentin des Internationalen Gerichtshofs.